# Julius Riemann
Pour les articles homonymes, voir Riemann.
Julius Friedrich Riemann (né le 16 avril 1855 à Graudenz et mort le 15 juin 1935 à Wiesbaden) est un général d'infanterie prussien de la Première Guerre mondiale.

## Biographie
Riemann étudie la philosophie à l'Université de Berlin et rejoint en tant que volontaire d'un an en 1878 le 2e régiment à pied de la Garde de l'armée prussienne. De là, il est transféré au 83e régiment d'infanterie à Cassel. Riemann rejoint l'état-major en tant que capitaine en 1890 et, au fur et à mesure que sa carrière militaire progresse, il est promu commandant de la 15e division d'infanterie le 9 avril 1912, avec une promotion simultanée au grade de lieutenant général. À ce poste, il reçoit l'ordre de la Couronne de 2e classe avec étoile
Avec le déclenchement de la Première Guerre mondiale et la mobilisation, sa division marche dans le 8e corps d'armée entre en Belgique neutre via le Luxembourg. Le 5 octobre 1914, il est nommé général commandant du 8e corps d'armée. Dans ce rôle, il est promu général d'infanterie le 27 janvier 1915. Après que Riemann a déjà reçu les deux classes de la Croix de Fer, il reçoit l'Ordre Pour le Mérite le 16 mars 1915 pour son leadership dans la bataille hivernale de Champagne.
Il dirige ensuite le 6e corps d'armée du 17 décembre 1916 au 22 novembre de l'année suivante. Le 23 décembre 1917, Riemann reçoit l'ordre de l'Aigle rouge, 1re classe, avec feuilles de chêne et épées, et est muté parmi les officiers de l'armée en raison de son âge à la suite du 65e régiment d'infanterie.
Le 1er juin 1938, les nationaux-socialistes donnent son nom à l'ancienne caserne Julius-Riemann (de) en son honneur à Düren.